# سوني إي فيلا
سوني إي فيلا (بالإنجليزية: Sony eVilla)‏ هو جهاز إنترنت مُتوقف مِن شركة سوني تمَّ الإعلان عنهُ في يناير 2001، ثُمَّ شحنه في 14 يونيو 2001، حتى سُحب مِن الأسواق في 30 أغسطس 2001 وأعادت الشركة ثمن الجهاز وثمن الاشتراك بالإنترنت للمُشترين. وقالت شركة سوني إنها بدأت في إخطار العملاء بأنها ستتوقف عن تقديم خدمة إي فيلا بحلول 13 سبتمبر 2001.
تمَّ تقديم الجهاز للبيع مُقابل 499 دولار أمريكي، إضافةً إلى رسمٍ شهري قدره 21٫95 دولار أمريكي حتى يُمكن للمُستخدمين الوصول إلى شبكة الإنترنت على الجهاز.

## المُواصفات

### العتاد
يتم تجهيز الجهاز بوحدة المُعالجة المركزيَّة «جيود [الإنجليزية] جي إكس 1» (بالإنجليزية: Geode GX 1)‏ بتردد 266 ميجاهرتز. كان وزن الجهاز 31.5 رطلاً (14.3 كجم) وقياسه 11.81 × 16.18 × 15.82 بوصة (30 × 41.1 × 40.2 سم).
يتميَّز الجهاز بشاشة عرض مقاس 15 بوصة، مما يمنح الجهاز شكلًا أطول بشكل واضح من معظم أجهزة الكمبيوتر أو أجهزة الإنترنت الأُخرى. وهي شاشة ترينيترون [الإنجليزية] مُسطحة بأنبوب أشعة مهبطية.
يتضمَّن الجهاز منافذ الإدخال/الإخراج التاليَّة:
- منفذ إدخال/إخراج للوحة مفاتيح وفأرة (منفذ بي إس/2)
- منفذان يو إس بي
- مقبس مسجل آر جي-11 [الإنجليزية]
- إيثرنت آر جي-45  [لغات أخرى]‏
- مُكبِّرات صوت مُدمجة
- منفذ الصوت

### البرمجة

لقطة شاشة للجهاز على نظام بي آي أي

الجهاز يعمل بنظام بي آي إي وهو نسخة من نظام بي أو إس صُمِّمَ خصيصًا لأجهزة الإنترنت.
يحوي النظام مُشغِّل الوسائط المتعددة ريل بلاير الذي طوَّرته شركة ريل نتووركس. أشارت أيضًا الشركة المُطورة للبرنامج قبل طرح الجهاز إلى أنَّ مُشغِّل الوسائط سيأتي مُضمنًا في الجهاز.

## النَّقد والاستقبال
في أغسطس 2001، أشار مُراجعٌ مِن مجلة بي سي إلى العديد مِن العيوب في الجهاز، وذكر بأن السعر لو كان 199 دولارًا أمريكيًّا، لكان هُناك مُبررًا لشراءه؛ وذلك بسبب عيوبه الكبيرة.
بعد إنهاء المُنتج، أشارت شركة سوني إلى فشل المُنتج وصرَّحت: «المُنتج لم يلبي توقعاتنا… ولم يعمل كما هو مخطط له»، حيثُ أشار جون دولاك المُتحدِّث الرَّسمي باسم الشركة لذلك. وأشار أيضًا إلى أنَّ الإلغاء لا علاقة له بحقيقة أن شركة بالم اشترت في وقت سابق مِن أغسطس 2001، أُصول شركة بي (الشركة التي صنعت نظام التشغيل الخاص بالجهاز). وقال ممثلو شركة بالم في ذلك الوقت إنَّ الشركة ليس لديها خُطط لمُواصلة تطوير نظام التشغيل «بي آي أي».